# かむろ坂

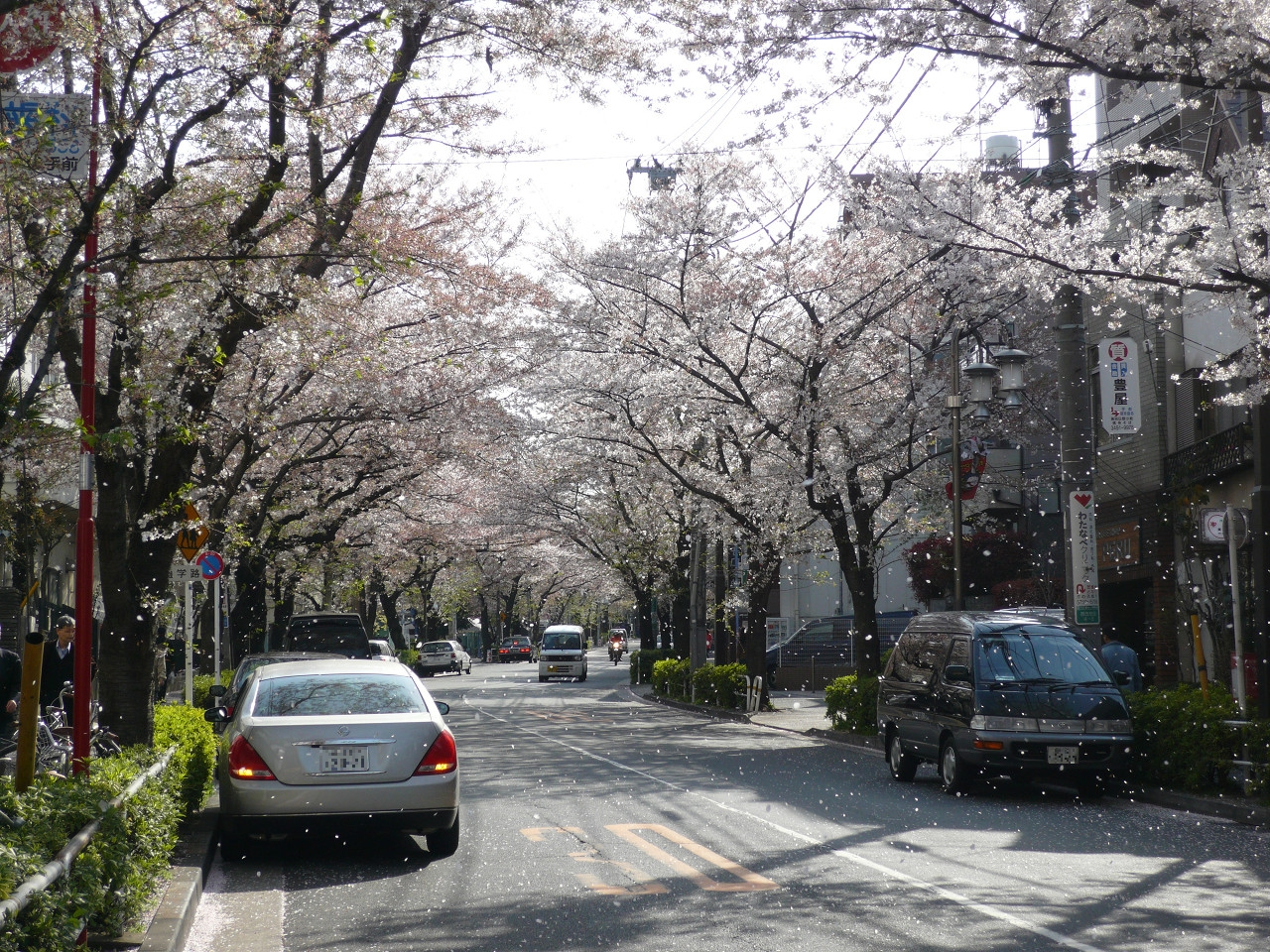
かむろ坂の桜（2008年4月）

座標: 北緯35度37分31.0秒 東経139度42分41.2秒 / 北緯35.625278度 東経139.711444度かむろ坂（禿坂・かむろざか）は、東京都品川区西五反田4丁目にある坂。

## 概要
山手通りのかむろ坂下交差点を坂下として西へ上り東京都道420号鮫洲大山線武蔵小山方面へと抜ける全長約480メートル、最大勾配3.5%、幅は13ｍの坂。春は道の両側に植えられた桜並木が美しい。
坂に面して品川区立第四日野小学校がある。

## 名称の由来
かむろは漢字で禿と書くがこれは「はげ」のことではなく、個人名でもなく、江戸時代の高級遊女（吉原などの高級売春婦）の召使いの少女達をさして禿（かむろ）と言った。
伝承によるとかむろ坂の名称は、歌舞伎や浄瑠璃の題目として有名な白井権八伝説にちなむものである。
江戸前期、同じ藩の侍を斬って浪人になった元鳥取藩士平井権八が、その後江戸で辻斬り強盗を働き、その罪で延宝7年（1679年）に鈴ケ森刑場において処刑され目黒の冷法寺に葬られた。江戸において平井権八と恋仲となっていた吉原の三浦屋の遊女・小紫は、権八の処刑の報を聞いて店を抜け出し、冷法寺に向かい墓前で悲しみのあまり自ら命を絶った。帰らない小紫を心配した三浦屋の下女であった「かむろ」が目黒へと向かい、小紫の死を知った。その帰り道に当地の付近で襲われそうになり、桐ケ谷二つ池に飛び込み自害した。これを偲んでかむろ坂の名称がついたという。
また、おなじ伝承から近くの攻玉社学園付近の高台は禿山（かむろやま）とかつては言っていた。